# Холсте
Холсте (њем. Holste) општина је у њемачкој савезној држави Доња Саксонија. Једно је од 11 општинских средишта округа Остерхолц. Према процјени из 2010. у општини је живјело 1.365 становника. Посједује регионалну шифру (AGS) 3356004.

## Географски и демографски подаци
Холсте се налази у савезној држави Доња Саксонија у округу Остерхолц. Општина се налази на надморској висини од 27 метара. Површина општине износи 35,3 km². У самом мјесту је, према процјени из 2010. године, живјело 1.365 становника. Просјечна густина становништва износи 39 становника/km².